# Teobalds äventyr
Teobalds äventyr (originaltitel Douwe Dabbert) är en nederländsk tecknad serie, skriven av Thom Roep och tecknad av Piet Wijn. Titelpersonen Teobald är en liten gubbe som har ett magiskt knyte. Serien debuterade 1975 i serietidningen Donald Duck. Den har getts ut i 23 album. De tre första albumen gavs ut på svenska 1981-82.